# Pulau Rumput
Pulau Rumput is een bestuurslaag in het regentschap Kuantan Singingi van de provincie Riau, Indonesië. Pulau Rumput telt 635 inwoners (volkstelling 2010).